# Syrrhoites cohasseta
Syrrhoites cohasseta är en kräftdjursart som beskrevs av J. L. Barnard 1967. Syrrhoites cohasseta ingår i släktet Syrrhoites och familjen Synopiidae. Inga underarter finns listade i Catalogue of Life.